# João Vieira (friidrottare)
João Vieira, född 20 februari 1976, är en portugisisk friidrottare (gångare). Hans tvillingbror Sérgio Vieira är också en gångare.

## Karriär
Vid olympiska sommarspelen 2004 i Aten slutade Vieira på 10:e plats på 20 kilometer gång. Vid EM 2006 i Göteborg tog han brons på 20 kilometer gång. Vid olympiska sommarspelen 2008 i Peking slutade Vieira på 32:a plats på 20 kilometer gång. Vid EM 2010 i Barcelona tog han silver på 20 kilometer gång.
Vid olympiska sommarspelen 2012 i London slutade Vieira på 11:e plats på 20 kilometer gång och lyckades inte fullfölja loppet på 50 kilometer gång. Vid VM 2013 i Moskva tog han brons på 20 kilometer gång. Vid olympiska sommarspelen 2016 i Rio de Janeiro slutade Vieira på 31:a plats på 20 kilometer gång och lyckades inte fullfölja loppet på 50 kilometer gång.
Vid VM 2019 i Doha tog Vieira silver på 50 kilometer gång. Vid olympiska sommarspelen 2020 i Tokyo slutade han på femte plats på 50 kilometer gång.